# Hudson Terminal
La Hudson Terminal fue una estación de tren urbano del antiguo Ferrocarril Hudson y Manhattan en Lower Manhattan, Nueva York, que contaba dos rascacielos de oficinas construidos para servir a la terminal. Operó desde 1909 hasta 1971, y el edificio fue demolido en 1972.

## Estación
La estación se valía de dos tubos de vía única conectados por un lazo de velocidad para la circulación de los trenes. El ciclo incluía cinco pistas y 3 plataformas (2 en el centro de la isla y otra a un lado), algo similar a la actual organización de la estación PATH del World Trade Center. En 1914, el volumen de pasajeros en la Terminal de Hudson había llegado a 30 535 500 por año. El volumen casi se duplicó en 1922, con 59 221 354 pasajeros.
La Hudson Terminal se abrió con su primer servicio ferroviario el 19 de julio de 1909, y se cerró en 1971, cuando se inauguró la estación del World Trade Center. El edificio fue demolido en 1972. Algunas secciones de vía pasaron a formar parte de la nueva estación. El último resto de la estación, un tubo de hierro fundido ubicado en los cimientos, fue destruido en 2008.

## Edificio

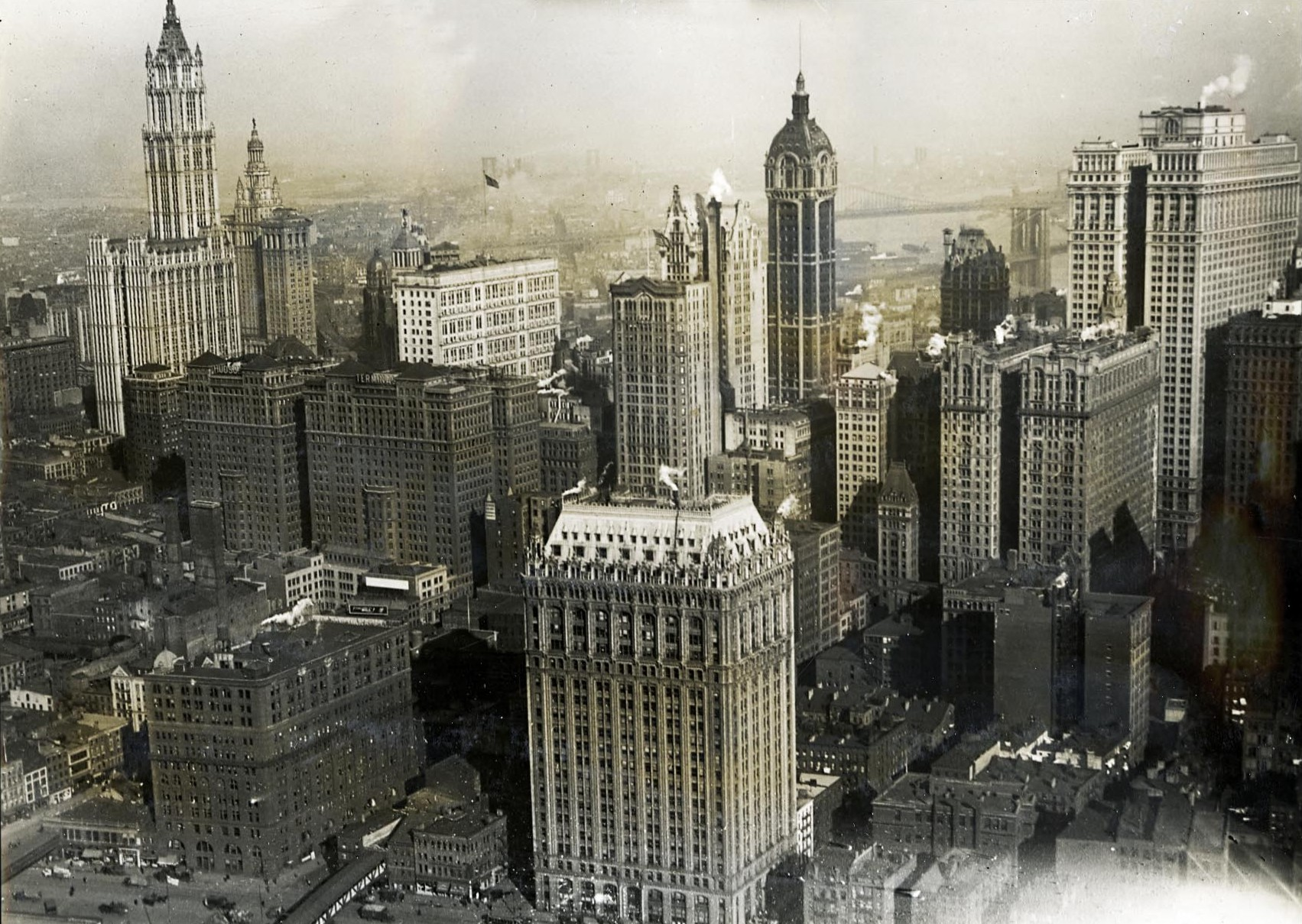
Este punto de vista desde el suroeste muestra cómo la Hudson Terminal se encontraba en lo que se convertiría en el World Trade Center. La terminal está en el centro-izquierda, al fondo a la izquierda se ve el Woolworth Building, y en primer plano a la derecha se ve el 90 West Street.

El edificio de la Hudson Terminal era una maravilla arquitectónica y de la ingeniería de su tiempo. En tamaño, ubicación, función y configuración fue el predecesor al World Trade Center.
La terminal incluía dos edificios de 22 pisos ubicados sobre la estación, en los números 30 y 50 de Church Street, entre Greenwich, Cortlandt, Church, y Fulton Streets. Esta terminal de transporte mixta que combinaba ferrocarril y edificios de oficinas fue la primera de su tipo en cualquier ciudad. Los dos edificios fueron diseñados de manera idéntica, excepto que la parcela y la superficie del edificio sur eran más grandes. Ambos tenían jardines en los tejados. Entre ambos edificios se abría paso la Dey Street (la ciudad no se podía permitir cerrarla), y estaban conectados por un puente a la altura del tercer piso.
Por debajo de Dey Street y conectando las dos estructuras existían tres pisos subterráneos: un vestíbulo con acceso a las taquillas, salas de espera, y pequeños comercios; el segundo nivel subterráneo contenía cinco vías del tren y plataformas elevadas, con un nivel más bajo para el equipaje y una subestación eléctrica. El vestíbulo fue cuidadosamente planificado y diseñado con un sistema de rampas que descendían del nivel de la calle al entresuelo, para permitir un volumen sin precedentes de los peatones que entraban y salían de la estación de forma rápida y sencilla. De acuerdo con Sarah Bradford Landau, "A plena capacidad la Hudson Terminal podría albergar 687 000 personas por día. En comparación, la estación de Pensilvania (la antigua) fue diseñada con una capacidad de 500 000".
El arquitecto fue James Hollis Wells de Clinton & Russell; y el contratista de la construcción fue George A. Fuller.
Con una superficie total alquilable de 81 560 metros cuadrados, algunos de los cuales fueron tomados por el ferrocarril, los edificios de la Hudson Terminal fueron los edificios de oficinas más grandes del mundo. El récord anterior lo tenía el Ellicott Square Building de Buffalo, inaugurado en mayo de 1896 con 41 500 metros cuadrados alquilables.
El récord de los edificios de la Hudson Terminal duró solo hasta 1913, con la construcción del Manhattan Municipal Building, con poco menos de cien mil metros cuadrados de espacio.
Los dos edificios de la Hudson Terminal fueron adquiridos en 1960 por la Autoridad Portuaria de Nueva York y Nueva Jersey y demolidos como parte del desarrollo del World Trade Center.